# La valigia dei sogni (programma televisivo)
La valigia dei sogni è un programma televisivo italiano trasmesso su LA7 dal 2002 al 2013 e dedicato all'approfondimento di alcuni film trasmessi dalla rete. Durante il programma, che precedeva o seguiva la messa in onda di un determinato film, il conduttore si recava sui luoghi delle riprese raccontando aneddoti e retroscena, inoltre venivano proposte interviste ad attori, registi o altri personaggi legati al film.
Negli anni è stato condotto da Alberto Crespi, Cecilia Dazzi, Sabrina Impacciatore, Massimiliano Rossi e dal 2008 al 2013 da Simone Annicchiarico. Il critico Alberto Crespi analizzava alcuni aspetti del film, l'influenza culturale e l'accoglienza dell'epoca.
Il programma prendeva il nome dal film omonimo di Luigi Comencini del 1953. 
Logo e design della sigla della prima e seconda edizione sono stati realizzati dagli art director Alberto Traverso e Elena Andreoli.
La musica della sigla della prima edizione è il brano Isobel di Björk.
La musica della sigla della terza edizione 2008 è stata composta da Daniele Carmosino.